# Afsluitdijk

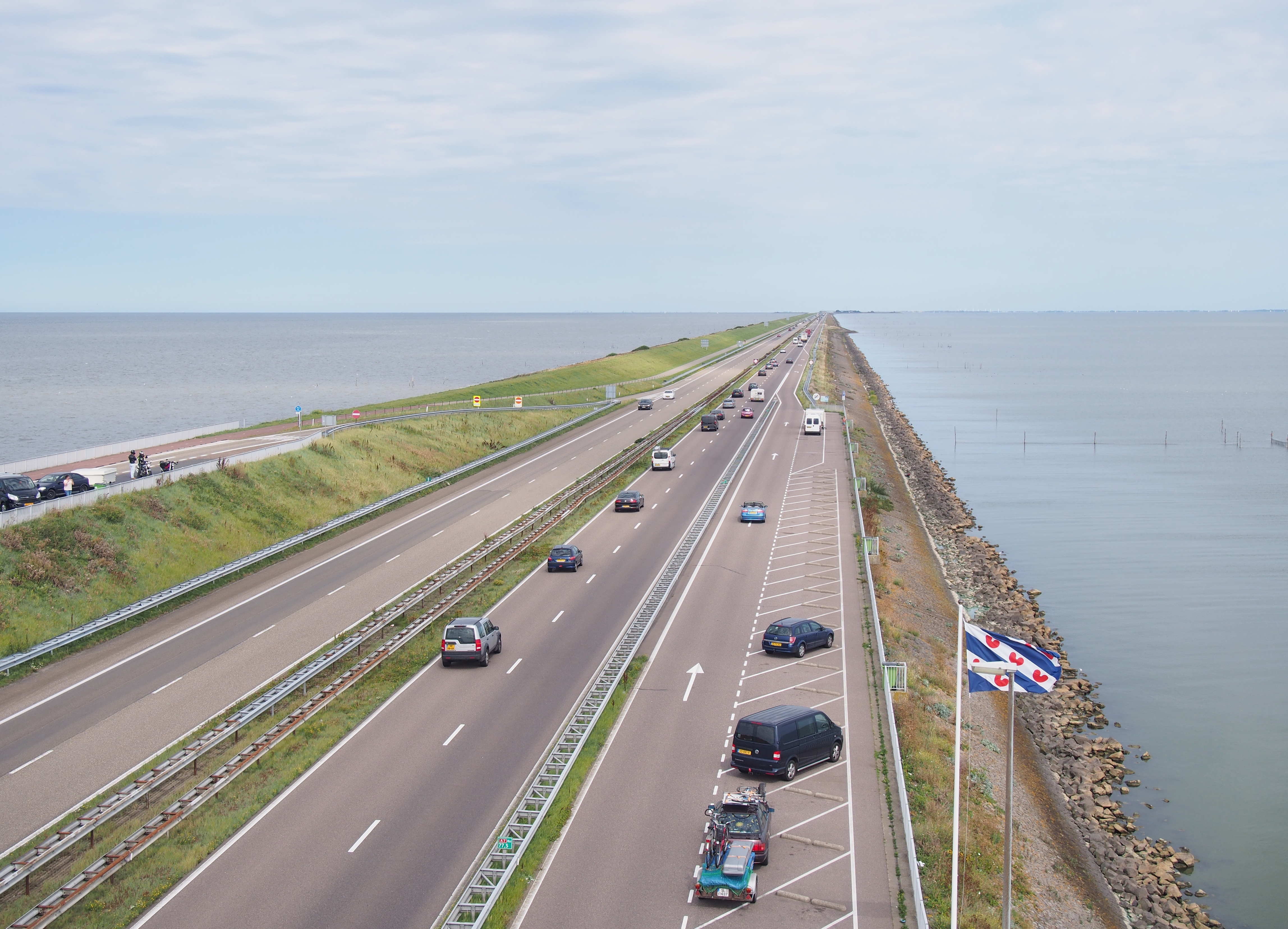
Vista do Afsluitdijk na direção da província da Frísia.

O Afsluitdijk (dique de fecho) é um dique gigante que liga o norte da Holanda do Norte com a província da Frísia, nos Países Baixos, fechando o IJsselmeer e separando-o do Mar de Wadden.
Tem um comprimento de 32 km, uma largura de 90 m, e uma altura original de 7,25 m sobre o nível do mar. Embora inicialmente estivesse previsto que por cima passaria uma linha ferroviária e uma estrada, o espaço da primeira foi aproveitado para o alargamento da segunda, que atualmente é uma auto-estrada de duas faixas por sentido (a A7 ou E22). Uma faixa para bicicletas corre paralela à auto-estrada.

## História e importância
Em 1886 algumas figuras locais fundaram a Associação do Zuiderzee com o intuito de determinar se era possível o fecho do lago e construção de pôlderes. O engenheiro Cornelis Lely era um membro proeminente do grupo e desenhou em 1891 o primeiro plano de fecho. Em 1913, quando Lely era ministro das obras públicas, o programa de polderização foi adotado pelo governo, apesar de protestos do setor pesqueiro. Em 1916 grandes inundações por causa dos temporais e marés que periodicamente afectavam as localidades da zona seriam o elemento que detonaria a aprovação do projecto, ocorrido em 1918 no parlamento neerlandês.
Em Junho de 1920 começou a primeira parte das obras: a construção de um dique de 2,5 km que conectasse a Holanda do Norte com a ilha de Wieringen. Com este projeto adquiriu-se muita experiência para a posterior execução da totalidade da obra.
A construção do troço principal começou em Janeiro de 1927. Trabalhava-se em quatro lugares diferentes: ambos os extremos e duas ilhas especialmente construídas para a obra: Breezand e Kornwerderzand, já no traçado do dique. O material mais utilizado foram restos morénicos glaciares heterogéneos, que além de terem demonstrado cientificamente ser melhores que a areia ou argila puras, tinham a vantagem de serem largamente disponíveis tanto nos Países Baixos como pela simples limpeza do fundo do Zuiderzee. O cimento do dique é composto por blocos de pedra fundidos e fincados no mar.
O método de construção foi essencialmente marítimo, com barcos que depositavam o material morénico em duas linhas paralelas seguindo o traçado previsto. O espaço entre elas era preenchido com areia até que sobressaísse do nível do mar, e então era coberto com uma grossa camada de material morénico. O dique emerso era reforçado a partir de terra com rochas basálticas. Finalmente, o dique foi ainda mais elevado com areia e argila, onde se plantou erva.
A construção progrediu mais rapidamente do que era previsto; três locais do traçado onde havia profundos canais e onde as correntes eram bastante fortes não se revelaram tão problemáticos como se esperava. Por meio de uma última adição de material morénico, em 28 de Maio de 1932, dois anos antes do que estava previsto, o Zuiderzee desapareceu definitivamente, sendo substituído pelo IJsselmeer (embora a mudança de nome não fosse adotada senão 4 meses depois, e era, é claro, um lago salgado). Depois dos trabalhos de finalização e polimento, o Afsluitdijk foi oficialmente inaugurado em 25 de Setembro de 1933.

A quantidade de material utilizada é estimada em 23 milhões de m³ de areia e 13,5 milhões de m³ de material morénico. Durante a execução, entre 4 000 e 5 000 operários trabalharam continuamente, aliviando os problemas de desemprego que se seguiram à Grande Depressão.

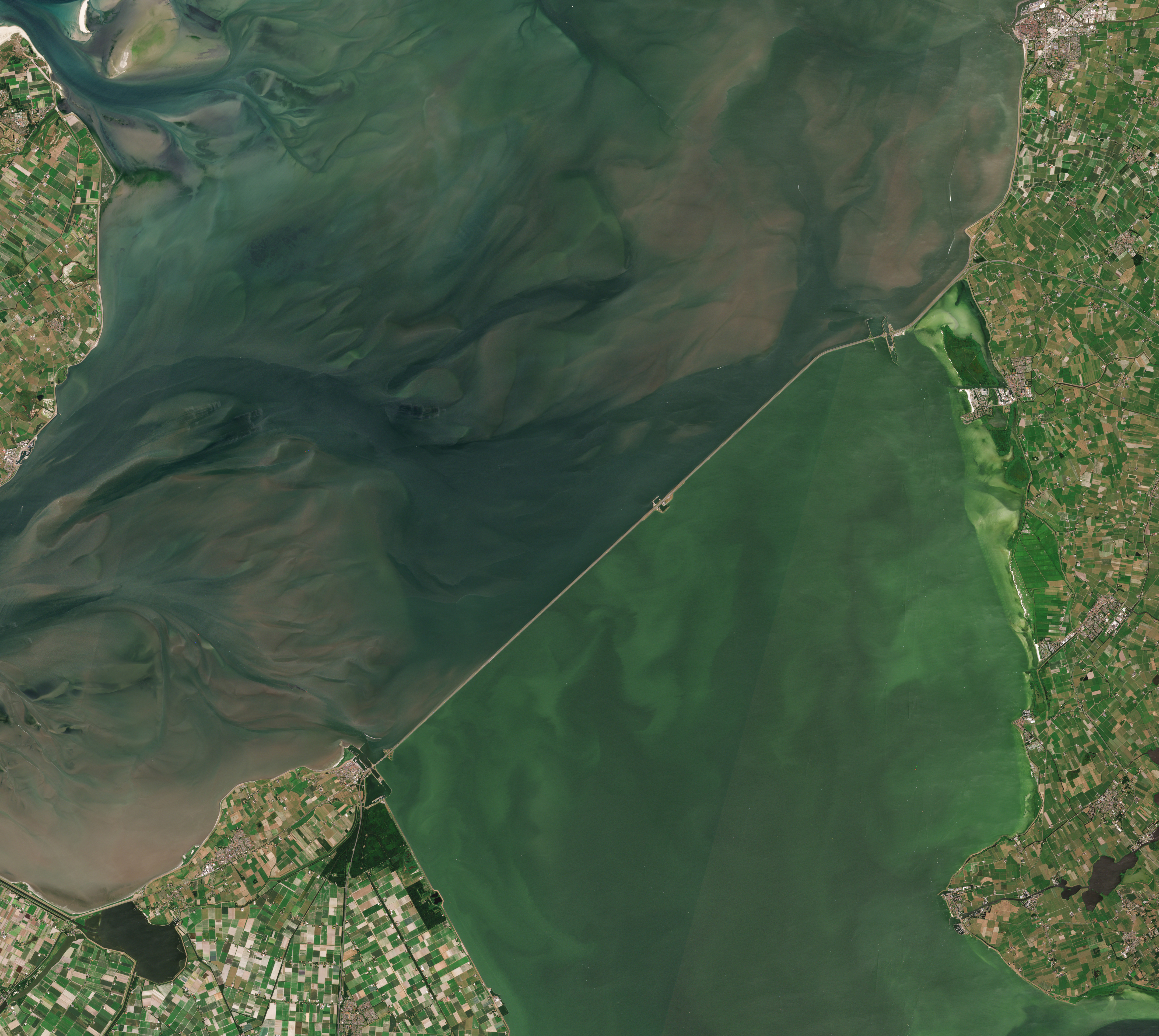
Imagem de satélite do Dique.

Na época em que se realizou a construção não havia computadores, e, em geral, os meios utilizados foram muito simples comparados com os disponíveis nos tempos atuais. Por isso este é considerado um dos maiores feitos da engenharia civil, e consolidou definitivamente os Países Baixos como uma das bandeiras da engenharia marítima mundial.

## Eclusas no Afsluitdijk
O Afsluitdijk tem complexos de eclusas nos dois extremos, que permitem tanto a passo de barcos como a evacuação da água sobrante do Zuiderzee. Desde 1998 se crê que a sua capacidade já não seja suficiente, e desde 2001 procura-se uma localização para um terceiro complexo de eclusas. As razões para a sua realização são a subida do nível do mar (o que dificulta a evacuação da água), a erosão do fundo e um incremento do caudal do rio Issel, que força o aumento da quantidade de água a expelir. Depois de atrasos por problemas financeiros, prevê-se que as obras comecem em 2008 e estejam terminadas em 2013.